# Escudo de Castell de Mur

Representación del escudo de armas de Castell de Mur.

El escudo de armas de Castell de Mur se describe, según la terminología precisa de la heráldica, por el siguiente blasón:

«Escudo embaldosado: de gules, un muro de oro. Al timbre, una corona de barón.»

## Diseño
La composición está formada sobre un fondo en forma de cuadrado apoyado sobre una de sus aristas (escudo de ciudad) según la configuración difundida en Cataluña al haber sido adoptada por la administración en sus especificaciones para el diseño oficial, de color rojo (gules), con una representación de un muro amarillo (oro). Está acompañado en la parte superior de un timbre en forma de corona de barón.

## Historia
El escudo municipal de Castell de Mur es una composición de carácter carácter parlante. El muro hace referencia al topónimo del mismo (muro en catalán es mur) y además son las armas de la baronía medieval de Mur, representada también por el timbre en forma de corona de barón.
Este blasón fue aprobado el 4 de octubre de 2001 y publicado en el DOGC n.º 3.503 de 30 de octubre del mismo año.
Sustituye al antiguo escudo municipal de Mur, que se solía representar con forma ibérica (cuadrilongo con punta redondeada), y que como diferencia en la composición, no llevaba timbre. Castell de Mur se formó como municipio en 1972 con la unión de Guardia de Tremp y Mur.

Escudo de armas del antiguo municipio de Mur. De gules, un muro de oro
Escudo de armas del antiguo municipio de Guardia de Tremp. De sinople, una montaña cimada de un castillo, todo de oro, cargada de una cruz patada de sable.